# Сорвальское кладбище
Со́рвальское кла́дбище (фин. Sorvalin hautausmaa) — кладбище в Выборге. Согласно документам, было открыто в 1798 году. Расположено на острове Гвардейский в западной части Выборга близ здания Сорвальской школы, неподалёку от парка Монрепо.

## История
- 1798 — открытие кладбища в Сорвали
- 1801 — выделение под кладбище участка усадьбы Монрепо на острове Сорвали
- 1881 — разделение Выборгского сельского и городского приходов
- 1908 — разделение участков кладбища в Сорвали между сельским и городским приходами
- 1924 — приобретение участка для расширения кладбища Выборгского городского прихода
- 1930 — первое захоронение на новом участке кладбища

Площадь кладбища составляла 4,7 га. Из них, согласно определённым границам территорий по протоколу, было выделено:
- русское кладбище: 7 тунландов и 16 капландов (примерно 3,61 га);
- финское кладбище: 1 тунланд и 28 капландов (примерно 0,93 га);
- шведское и немецкое кладбище: 8 капландов (примерно 0,12 га).

В советское время в ходе расширения и спрямления автодороги значительная часть кладбища была уничтожена. Утрачена и большая часть могильных памятников.
В начале 2007 года был дан старт совместному российско-финскому проекту «Мемориальный парк Сорвали наше общее культурное наследие». Проект, финансируемый Евросоюзом, был рассчитан на один год.
12 октября 2016 года на кладбище был торжественно открыт мемориал «Непокоренные» — памятник освобождённым из финского плена в 1944 году тяжелобольным и тяжелораненым советским солдатам, матросам и офицерам, которые умерли, уже находясь на лечении  в советском эвакогоспитале № 2309 в Выборге. В центре стилизованной мемориальной часовни из серого гранита на небольшой площадке, мощённой булыжником, установлена стела из четырёх столбов, увенчанных крестом, на которых прикреплены таблички с именами 144 умерших бывших военнопленных. Её окружают четыре арки — портала, символизирующих связь времён. На их гранях высечено: «Непокорённые» и «1941 — 1945».